# Paulo Roberto Paula
Paulo Roberto Paula, född 8 juli 1979, är en friidrottare från Brasilien. Han deltog vid olympiska sommarspelen 2012, olympiska sommarspelen 2016 och olympiska sommarspelen 2020.